# Куртлари
Куртлари (груз. ქურთლარი, азерб. Qurdlar или Kürtlər) — село Марнеульского муниципалитета, края Квемо-Картли республики Грузия со 100 %-ным азербайджанским населением. Находится на юге Грузии, на территории исторической области Борчалы.

## География
Граничит с селами Баидари, Земо-Кулари, Квемо-Кулари, Диди-Муганло, Алгети, Хутор-Лежбадини и Аджиискенди Марнеульского Муниципалитета.

## Население
По данным Государственного статистического комитета Грузии, согласно официальной переписи 2002 года, численность населения села составляет 1711 человек и на 100 % состоит из азербайджанцев.

## Экономика
Население в основном занимается сельским хозяйством, овцеводством и скотоводством.

## Достопримечательности
- Мечеть[4]
- Средняя школа[5]